# Guadilla de Villamar
Guadilla de Villamar es una localidad española situada en la provincia de Burgos, comunidad autónoma de Castilla y León, comarca Odra-Pisuerga, municipio de Sotresgudo. 

## Datos generales
Se ubica en las altiplanicies bordeadas por los ríos Odra y Pisuerga, constituyendo una de las últimas poblaciones de esta provincia en su límite con la de Palencia.
Las estribaciones de la Cordillera Cantábrica finalizan con los farallones de Peña Amaya y otros de parecidas características como las "loras" de Humada y Los Ordejones. A partir de ahí se inician hacia el Sur las llanuras de Castilla en una sucesión interminable de colinas, llanuras y ligeros valles. En uno de ellos se asienta el pueblo de Guadilla.
Wikimapia/Coordenadas: 42°31′32.2″N 04°10′29.9″W

## Situación administrativa
Entidad Local Menor (pedanía), perteneciente al municipio de Sotresgudo, cuya alcaldesa pedánea es Elena Ramos Ortega.
Pertenece a la Mancomunidad de Peña Amaya.

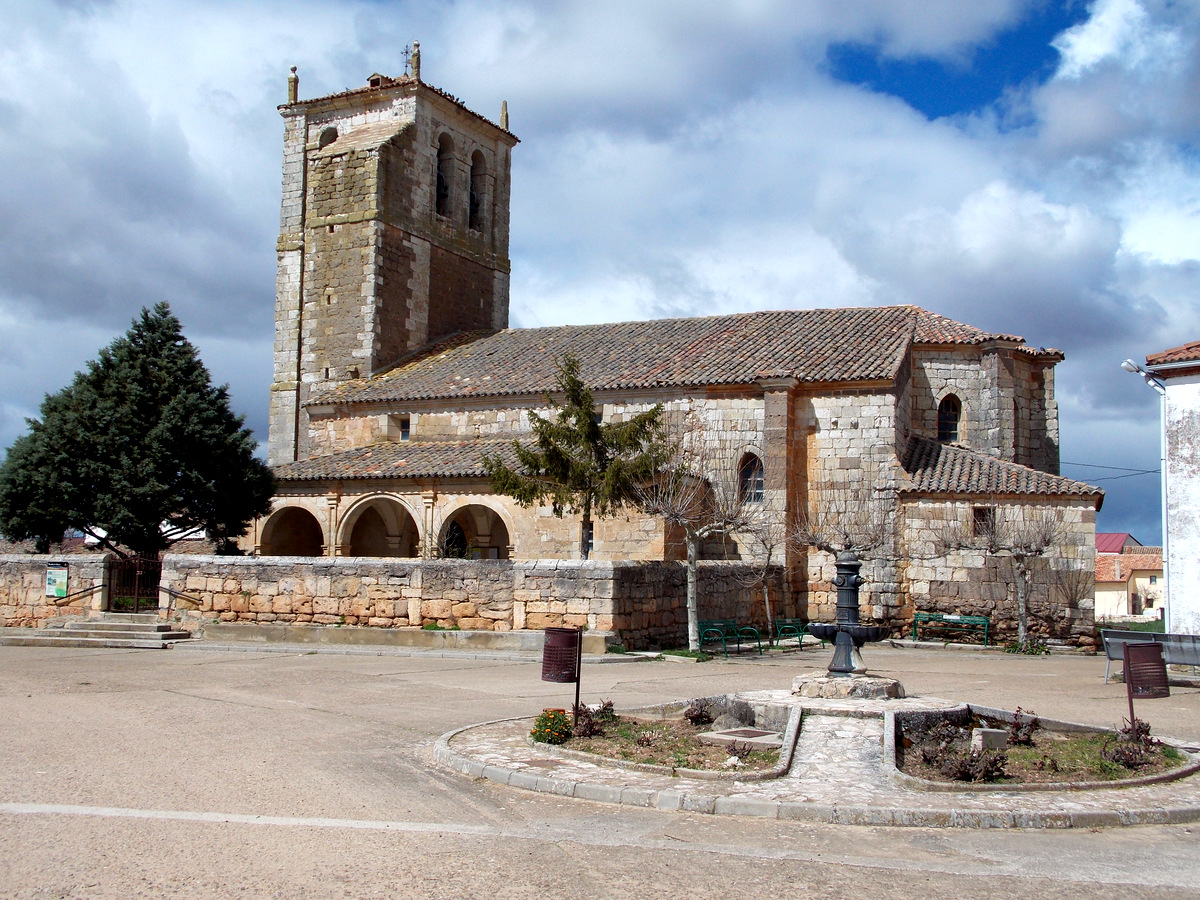
Iglesia de Santa Cruz, de Guadilla de Villamar

## Historia
La primera referencia documental aparece en el año 969, nombrada como Bobadiella (boyada) en la refundación que hizo Fernán González del monasterio de Rezmondo.
El apellido se refiere a un despoblado conocido como Villa Amar, Aimara o Amara.
Guadilla pudo haber formado parte de las "comunidades de aldeas", constituidas por campesinos libres, coordinados por alguna persona más destacada del grupo, conformando de esta manera una estructura elemental de funcionamiento, que pronto dio paso al tradicional concejo de los pueblos de Castilla y de cuyos miembros sabemos positivamente que a comienzos del siglo XII asistieron al amojonamiento del desaparecido pueblo de Grajalejo junto con otros de las villas circundantes, como Villamar y Sandoval.
Este lugar perteneció a la Jurisdicción de Villadiego del Partido de Villadiego, una de las catorce que formaban la Intendencia de Burgos, durante el periodo comprendido entre 1785 y 1833.
Según el censo de Floridablanca de 1787 era jurisdicción y señorío, siendo su titular el duque de Frías.
De acuerdo con la información facilitada por el párroco de Guadilla para el Diccionario Geográfico de España, siglo XVIII (1796), ese lugar era cabeza de Partido y de Señorío. Era también cabeza de la Vicaría de Campos.
En el censo de 1842 tenía 51 hogares y 191 vecinos.
En junio de 1979 desaparece como municipio, integrándose en el de Sotresgudo.

## Demografía
| Gráfica de evolución demográfica de Guadilla de Villamar entre 1842 y 1970 |
| |
| Población de derecho según los censos de población del INE. Población de hecho según los censos de población del INE.Entre el censo de 1981 y el anterior, este municipio desaparece porque se integra en el municipio Sotresgudo. |

## Monumentos y lugares de interés
- Iglesia de la Santa Cruz, siglo XIII-XVI:[8] estilo gótico, tres naves. Cabecera poligonal. Torre adosada a los pies, con escalera de caracol adosada al lateral. La nave mayor se cubre con bóvedas de ladrillo del XVIII, mientras la cabecera, ochavada, mantiene las crucerías originales del primer gótico. Atrio con cerca. En el interior hay una pila bautismal románica. El retablo mayor de 1686 lo realizó Francisco Albo. A ambos lados del altar, hay dos frescos pintados por Bernardino Moradillo.[9]

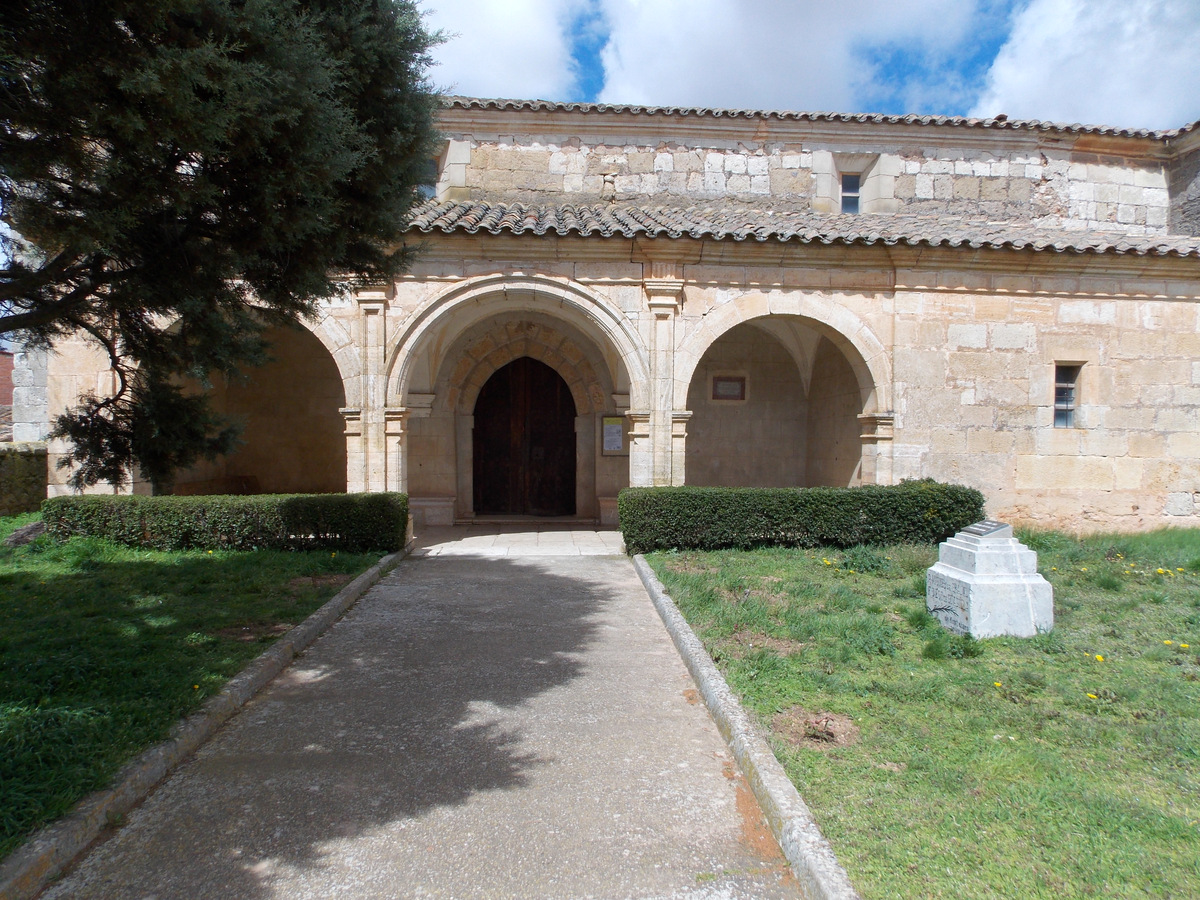
Atrio de la Iglesia.

- Ermita de la Virgen de Villamar, siglo XVI: estilo gótico tardío. Una nave con cuatro tramos marcados con contrafuertes. Cabecera cuadrada. Espadaña de aire gótico a los pies. Ventana románica popular en cabecera. Portada lateral con arco de medio punto. Coro, restaurado en 2013. Se cree que pudo construirse donde se emplazó el desaparecido Villamar. La ermita preside el vallecillo de Villamar.

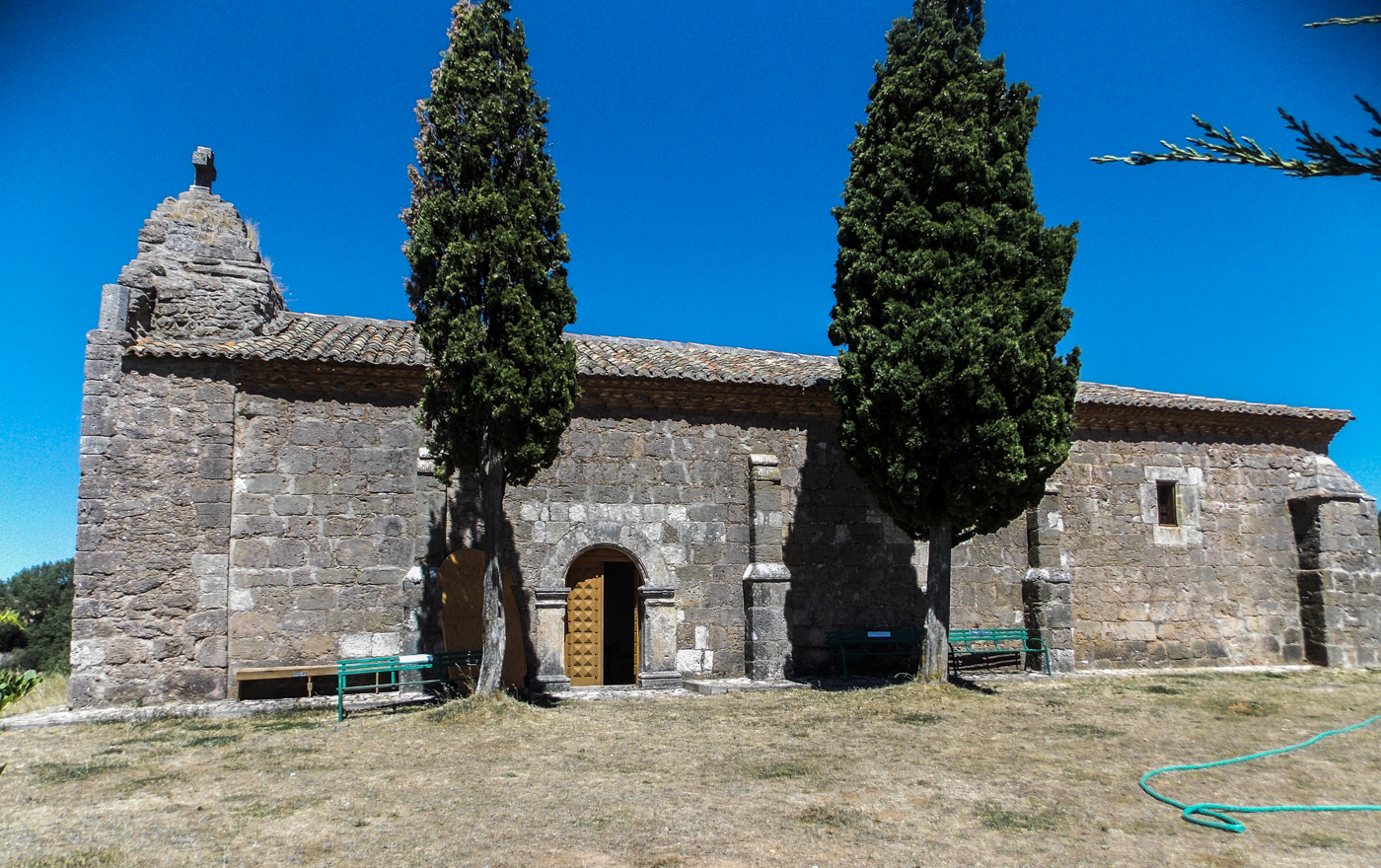
Ermita de Villamar. Fachada sur.
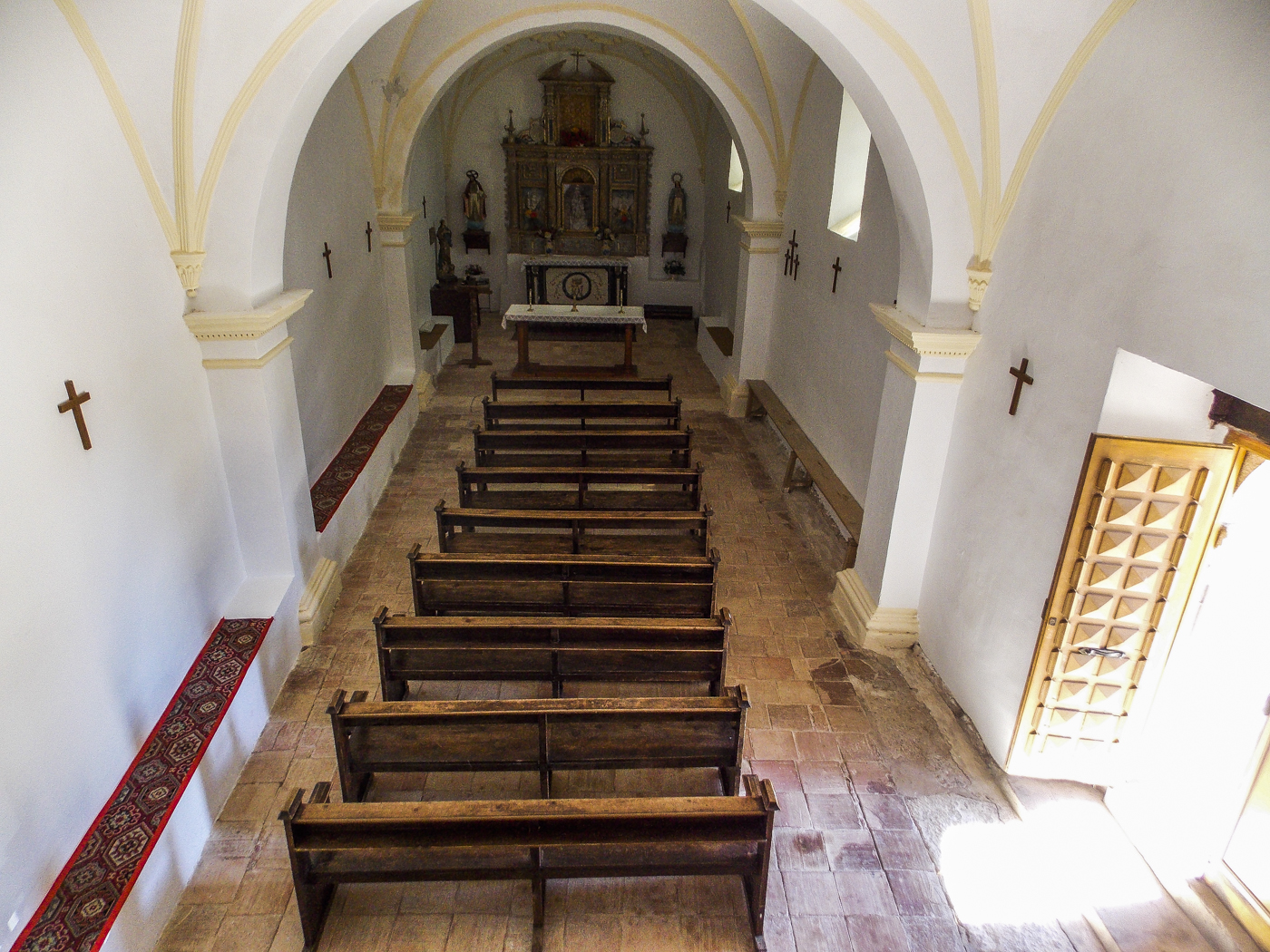
Ermita de Villamar. Vista de la nave desde el coro

- Casona, siglo XVIII: construida en piedra de mampostería en los muros y de sillería en el arco de entrada y las ventanas. Planta rectangular con tejado a cuatro aguas y dos alturas. Fachada principal con arco de medio punto.

- Fuente y Pilón de la Antanilla de 1705, de piedra labrada, con abrevadero y lavadero.[10]

- Fuente Fradas, con pilón. De mampostería.[10]

- Dintel en puerta[11] con múltiples escudos labrados de dos tipos. Posible fragmento de tumba medieval. Los escudos podrían pertenecer a los apellidos Sandoval y Gómez.

- Iglesia de San Andrés, desaparecida. Su existencia anterior estuvo señalada por una estela colocada en 1745, la cual, a su vez, desapareció.

- Fuente del Arrabal, desaparecida al construirse la carretera de acceso al pueblo en los años 1960. Era de piedra labrada, con arco de medio, alta.[10]

## Gentilicio
Bubillo y Bubilla.

## Fiestas
- Fiesta de la Cruz (3 de mayo)
- Virgen de Agosto (15 de agosto). Se celebra la procesión desde el pueblo a la ermita y allí se tiene misa de campaña. Terminada ésta, se vuelve al pueblo en procesión y a continuación se ofrece un refresco[12] a la concurrencia.
- Hasta los años 40 del siglo XX se celebraba la Fiesta del Judas, en que perseguía y detenía a un joven disfrazado que hacía de Judas.[13]

## Bubillos ilustres
- Fray Diego de Guadilla.[14]

## Galería fotográfica

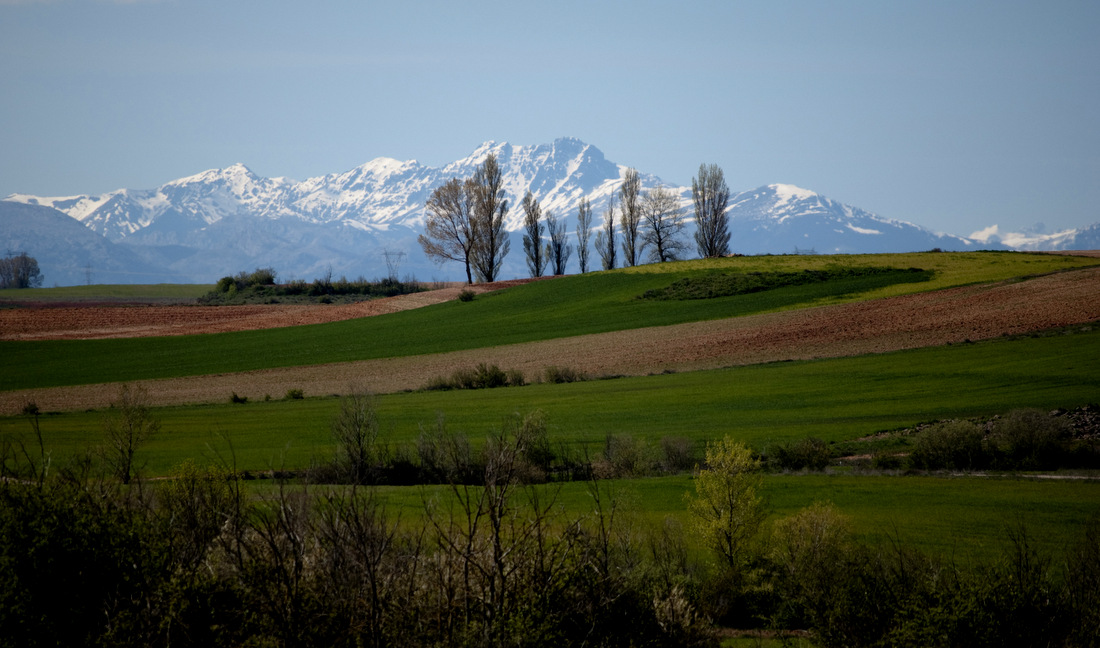
Montes de Cervera de Pisuerga vistos desde el término de Guadilla de Villamar.
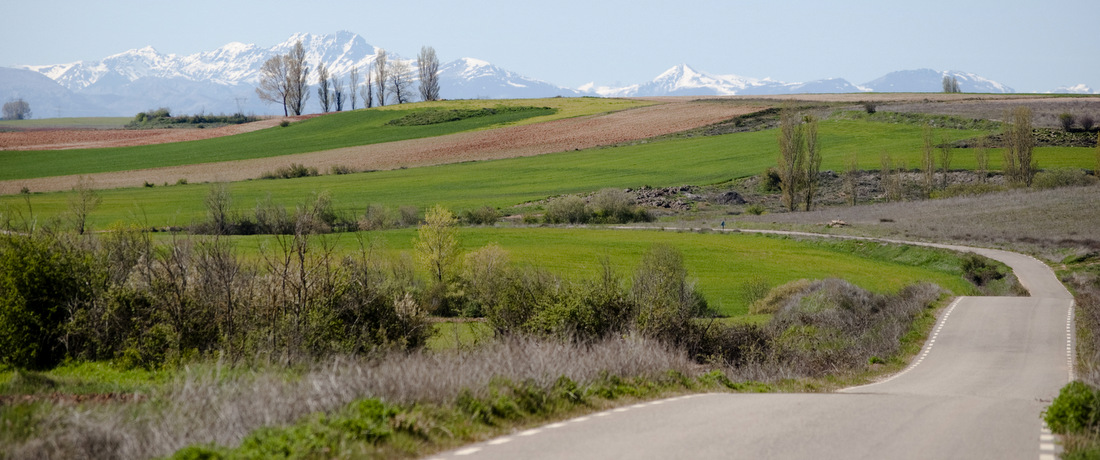
Carretera de Guadilla de Villamar a Quintanilla de Río Fresno.
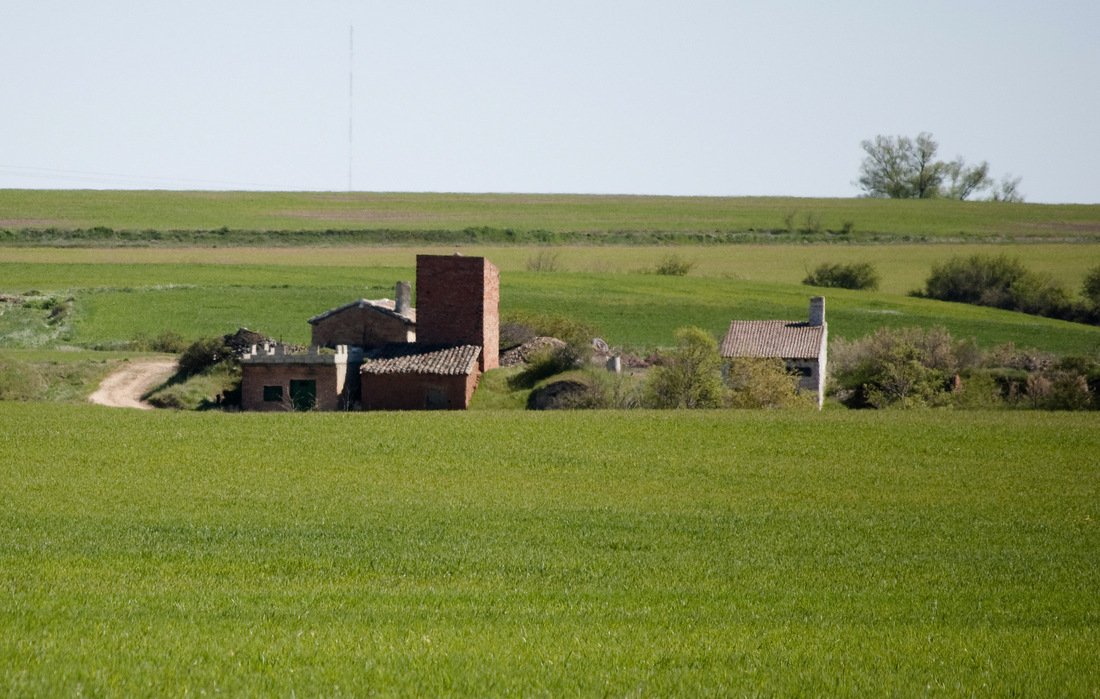
Bodegas y merenderos en Guadilla de Villamar.
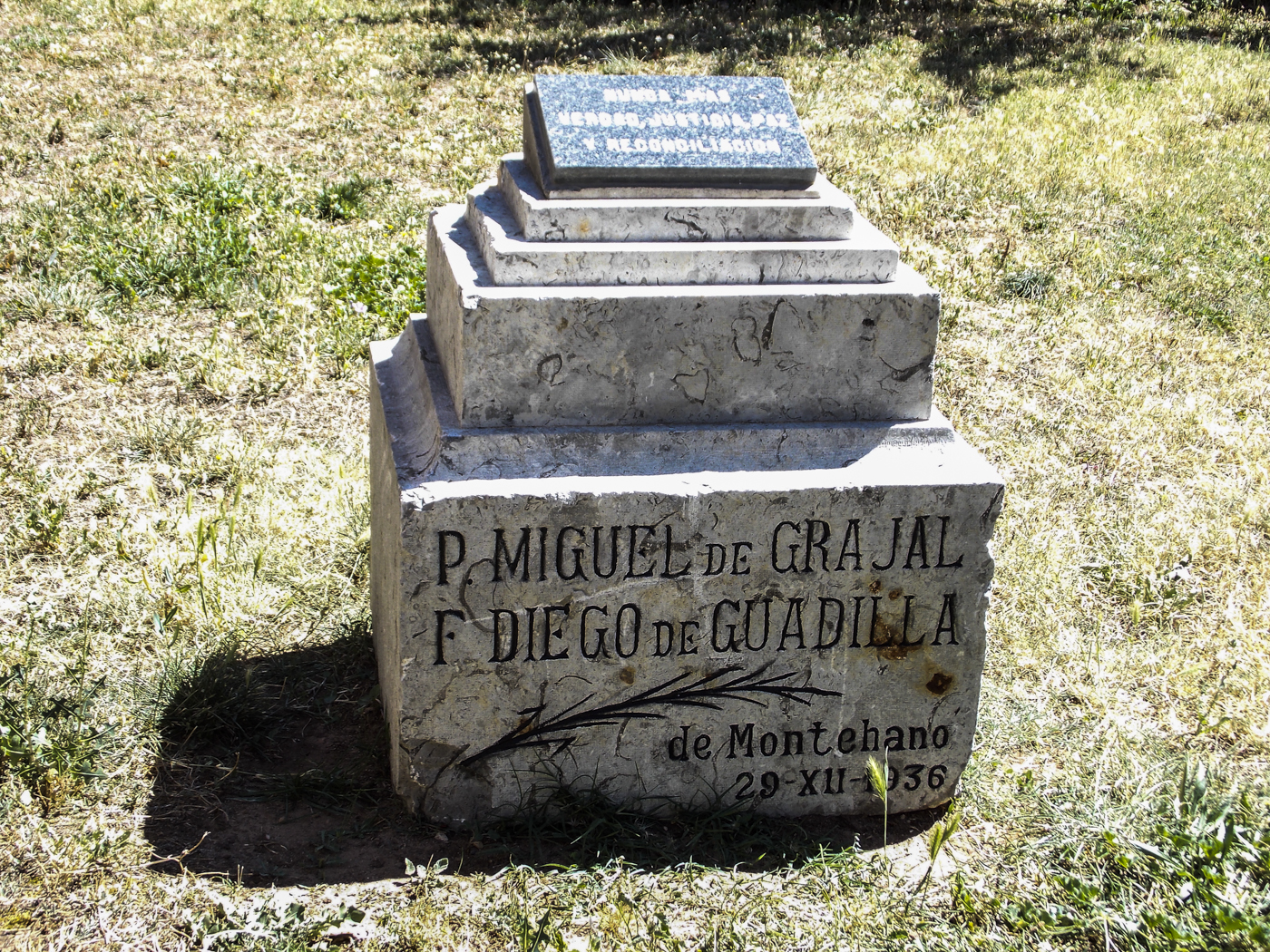
Dedicado a Fray Diego. Dice: Nunca más. Verdad, justicia, paz y reconciliación.
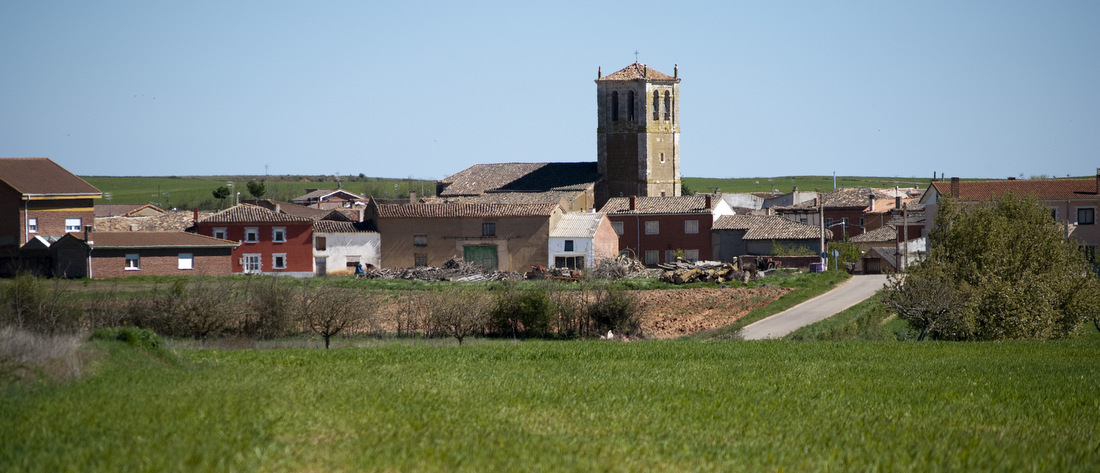
Panorámica desde el norte.